# Spamalot
Monty Python's Spamalot (mot-valise combinant Spam et Camelot) est une comédie musicale fondée sur le film Monty Python : Sacré Graal !, sorti en 1975. Comme le film, il s'agit d'une parodie très irrévérencieuse de la légende arthurienne, mais elle diffère du film à bien des égards, notamment dans ses parodies de Broadway. Eric Idle, membre de l'équipe des Monty Python, a écrit le livret et les paroles de la comédie musicale et a collaboré avec John Du Prez pour la majeure partie de la musique.

## Production originale
Les premières représentations du spectacle débutent au Shubert Theatre de Chicago (devenu le Bank of America Theatre) où le spectacle est officiellement créé le 9 janvier 2005 avant d'être transféré à Broadway au Shubert Theatre, le 14 février 2005 . Après quelques modifications, il est repris le 17 mars 2005. Mise en scène par Mike Nichols et chorégraphiée par Casey Nicholaw, cette production nommée 14 fois aux Tony Awards en 2005 y remporte le prix de la meilleure comédie musicale. La dernière représentation survient le 11 janvier 2009, après plus de 1 500 représentations.

## Production anglaise
En Angleterre, le Palace Theatre de Shaftesbury Avenue dans le West End de Londres accueille la production partir du 30 septembre 2006. La première officielle se joue le 17 octobre). 

## Production française
Une production française est créée à Paris le 5 février 2010 au Théâtre Comédia, adaptée et mise en scène par le comédien français Pierre-François Martin-Laval, qui y interprète le rôle d'Arthur. Le spectacle est repris en 2013 au Théâtre Bobino.
En 2014, le spectacle a été nommé aux Globes de Cristal dans la catégorie Meilleure comédie musicale.
En 2023, Spamalot est de nouveau présenté à Paris, au Théâtre de Paris à partir du 23 septembre. Pierre-François Martin-Laval est à l'origine de ce nouveau projet, avec une nouvelle distribution. 
En 2024, Spamalot remporte le Molière du spectacle musical. 

### Distribution française

#### 2010 et 2013

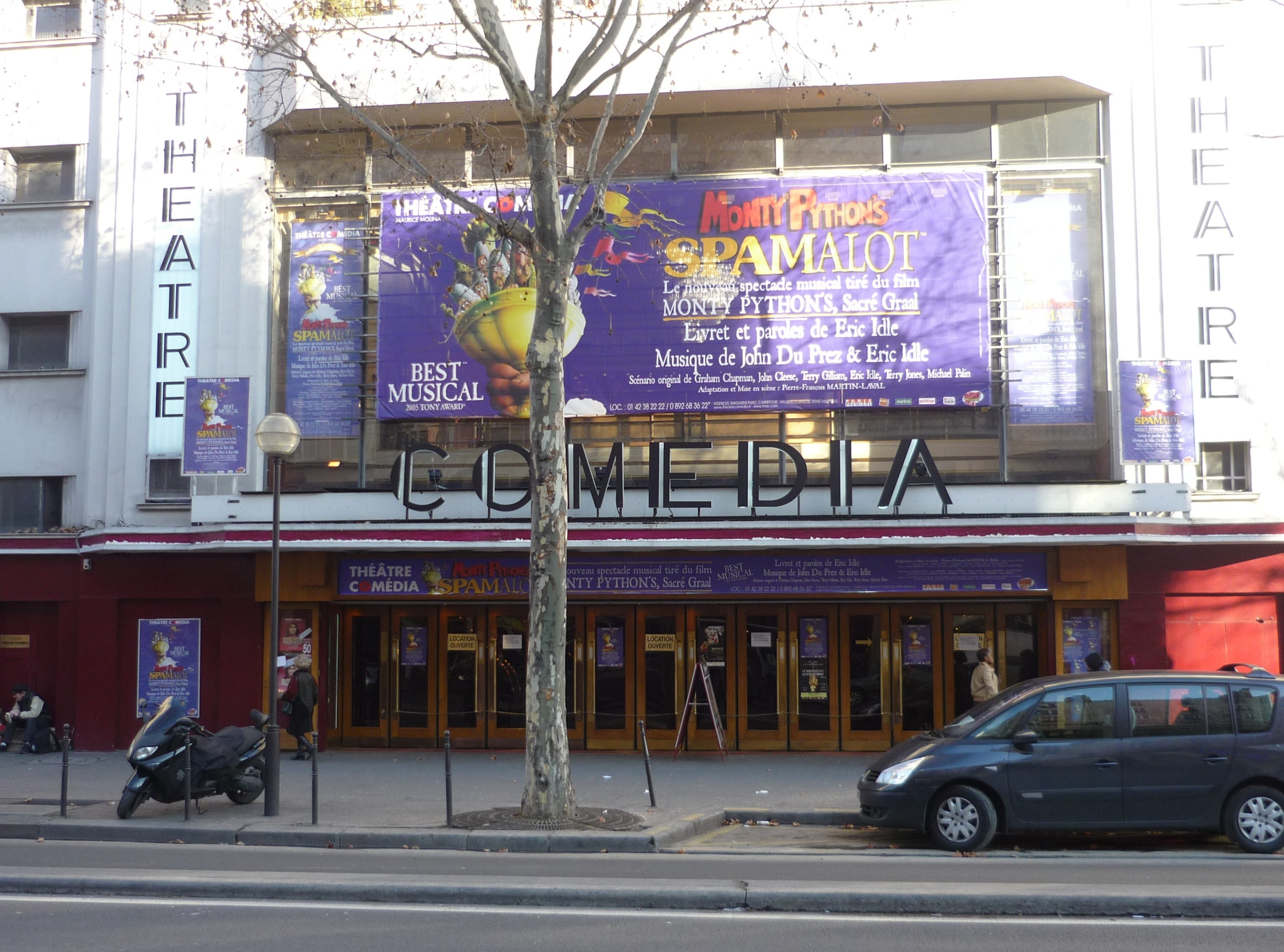
Spamalot au théâtre Comedia en 2010.

- Pierre-François Martin-Laval : Roi Arthur
- Philippe Vieux : Lancelot, Tim l'enchanteur
- Arnaud Ducret / Florent Peyre : Galahad, le chevalier noir, le père d'Herbert
- Andy Cocq : Patsy et prince Hubert
- Gaëlle Pinheiro : La Dame du Lac
- Grégoire Bonnet : Bedevere (2010)
- Pierre Samuel: Bedevere (2013)
- Olivier Denizet : Robin (2010)
- Christophe Canard: Robin (2013)
- Laurent Paolini ou Laurent Maurel : l'historien/Fred pas mort
- Édouard Thiébaut : le lapin
- direction musicale: Matthieu Gonet (2010), Raphael Sanchez (2013)

#### Reprise en 2023[2]
- Pierre-François Martin-Laval : Roi Arthur
- Lauren Van Kempen : La Dame du Lac
- Véronique Hatat : l’historienne
- Basile Alaïmalaïs : Galahad
- Ricardo Lo Giudice : Bedevere
- Matthieu Pillard : Lancelot
- Ludovic Thievon : Robin
- Vincent Escure : Patsy, Herbert